# Thebansk triade
 For alternative betydninger, se Triade.
Den thebanske triade er en oldegyptisk triade, bestående af Amon (faderen), Mut (moderen), og Khonsu (sønnen).
 Der er for få eller ingen kildehenvisninger i denne artikel, hvilket er et problem. Du kan hjælpe ved at angive troværdige kilder til de påstande, som fremføres i artiklen.